# Austin Lace
Austin Lace er et belgisk band inden for genrerne pop, latino pop og elektro kendetegnet ved deres uortodokse brug af synth-effekter, guitarer, strygere, klokker og blæsere komplet løsrevet fra genre og kassetænkning. Bandet kunne betegnes som ophavsmænd til en nytænkende, nærmest dadaistisk musikform.

## Medlemmer
- Fab
- Fred
- John
- Thierry
- Enzo

## Diskografi
Easy to Cook debutalbum (2006)

## Eksternt link
- Austin Lace MySpace-profil

| Musikgruppe | Spire Denne artikel om en musikgruppe er en spire som bør udbygges. Du er velkommen til at hjælpe Wikipedia ved at udvide den. |